# جون بوبل
السير.جون بوبل (John Anthony Pople) هو كيميائي بريطاني ولد في 31 أكتوبر 1925 وتوفي في 15 مارس 2004.
تحصل على البكالوريوس سنة 1946 وعلى دكتوراة في الرياضيات من جامعة كامبردج سنة 1951. كان يعتبر نفسه رياضياتياً ولكنه دائما ما صنف كيميائي.
هاجر سنة 1930 إلى الولايات المتحدة. في سنة 1986 غادر جامعة كارنغي ميلون ليلتحق بجامعة نورثوسترن.
حصل على جائزة نوبل في الكيمياء سنة 1998 مع والتر كوهن لتطويره من الأساليب الحسابية في كيمياء الكم . كما حصل على وسام كوبلاي سنة 2002 لتطوره أساليب حسابية في كيمياء الكم. عمله تحويل الكثافة النظرية الوظيفية إلى أداة قوية للنظرية والكيمياء، والفيزياء الكيميائية والبيولوجية.

## روابط خارجية
- جون بوبل على موقع الموسوعة البريطانية (الإنجليزية)
- جون بوبل على موقع مونزينجر (الألمانية)
- جون بوبل على موقع إن إن دي بي (الإنجليزية)